# Schistocerca americana
Schistocerca americana är en insektsart som först beskrevs av Dru Drury 1773.  Schistocerca americana ingår i släktet Schistocerca och familjen gräshoppor. Inga underarter finns listade i Catalogue of Life.

## Bildgalleri

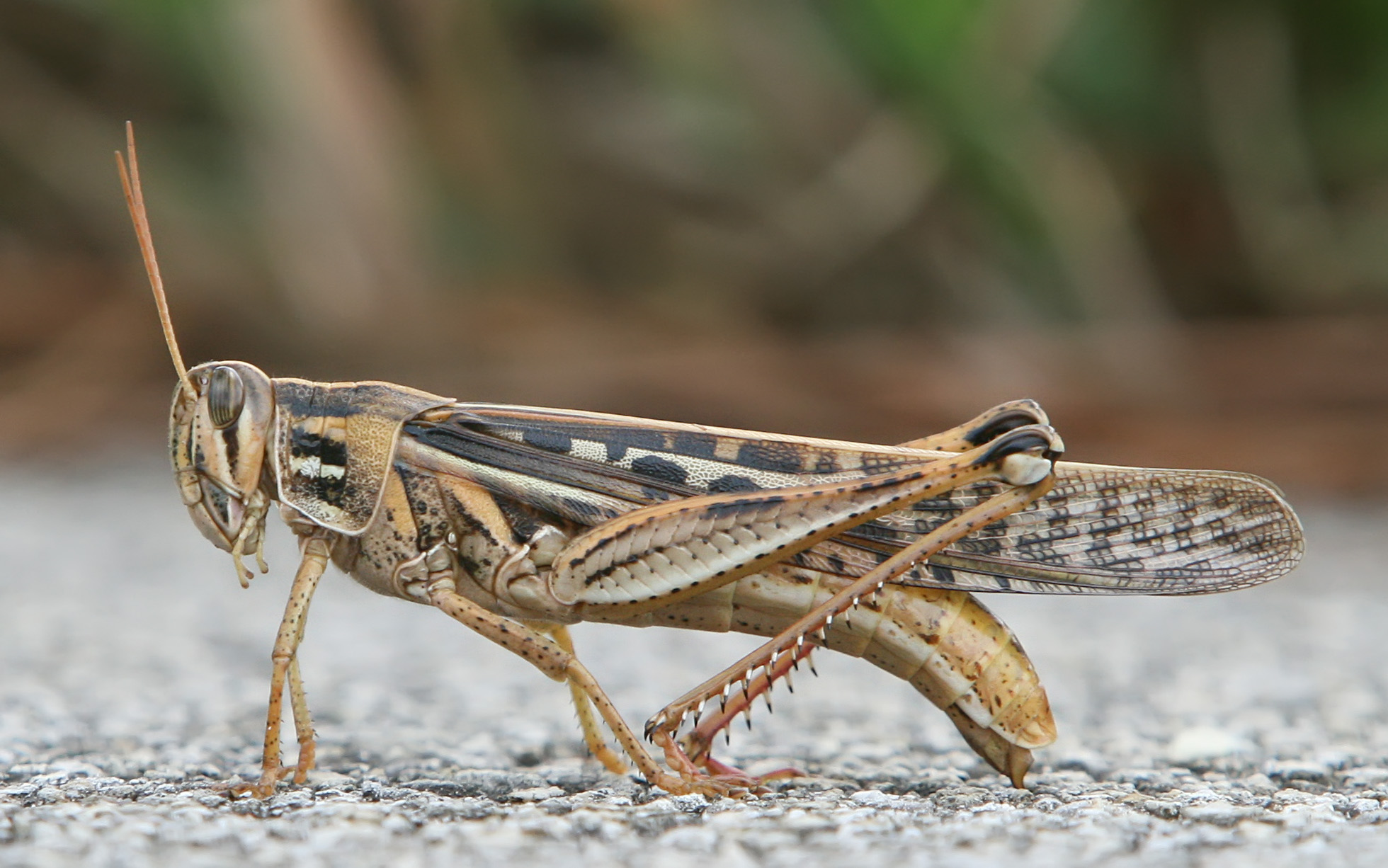